# معادلات فرنل

دامنه انتقال و بازتاب جزئی یک موج رونده از محیطی با ضریب شکست پایین به محیطی با ضریب شکست بالا

معادلات فرِینل (یا ضرایب فِرِینِل) انتقال یا بازتاب نور (یا به‌طور کلی امواج الکترومغناطیس) را هنگام برخورد با سطح مرزی دو محیط (که از نظر اپتیکال مشابه نیستند) نشان می‌دهد. اگوستن-ژان فرنل که اولین کسی بود که به عرضی بودن نور پی برد، این فرمول را استخراج کرد، هرچند هیچ‌کس متوجه میدان‌های مغناطیسی و الکتریکی نور نشده بود. برای اولین بار، امکان درک قطبی شدگی نور فراهم شد، چرا که معادلات فرنل رفتار متفاوت امواج قطبش‌های s و p را هنگام برخورد با حد فاصل دو محیط، پیش‌بینی می‌کرد.

## نگاه اجمالی

صفحه برخورد توسط بردارهای انتشار نور در محیط اول مشخص می‌شود.

نور در هنگام عبور از محیطی با ضریب شکست n1 به محیطی با ضریب شکست n2 هم دچار بازتاب می‌شود و هم دچار شکست می‌شود. نور در حالت کلی در دو راستای میدان الکتریکی منتشر می‌شود: میدان الکتریکی نور می‌تواند موازی صفحه برخورد* باشد، که در این صورت به آن قطبش نوع پی (P-Polarization) می‌گویند؛ میدان الکتریکی نور می‌تواند عمود بر صفحه برخورد باشد، که در این صورت به آن قطبش نوع اِس (S-Polarization) می‌گویند. (*صفحه برخورد، صفحه‌ای ست که نور برخوردی و نور بازتابیده شده در محیط اول در آن قرار دارند). معادلات فرنل مشخص می‌کند چه درصدی از کل نور برخوردی بازتاب شده و چه درصدی از آن به محیط دوم منتقل شده است. این محاسبات برای هر دو مسیر میدان الکتریکی نور (S و P) به‌طور جداگانه محاسبه می‌شود.
در صورتی که نور به اصلاح پولارایزد یا قطبیده نباشد، نرخ بازتاب (یا انتقال) آن برای هر دو حالت قطبش عمودی و موازی، یکسان خواهد شد.
با وجود ارتباط بین قطبش نور و نرخ بازتاب و انتقال، در حالتی که نور برخوردی با نرمال سطح زاویه صفر درجه بسازد، تفاوتی میان دو وضعیت قطبش نور وجود ندارد.

## قدرت (شدت) ضریب بازتاب و انتقال

متغیرهای استفاده شده در روابط فرنل. (سمت چپ محیط اول، سمت راست محیط دوم، و خط وسط حد فاصل دو محیط است)

در شکل سمت چپ صفحه، پرتوی نور از مسیر IO به حد فاصل دو محیط برخورد می‌کند، بخشی از آن بازتاب شده و از مسیر OR به محیط اول بازمی‌گردد، و بخشی در محیط دوم در مسیر OT شکسته می‌شود. زاویه ای که پرتو نور برخوردی، پرتو بازتابیده شده و پرتو شکسته شده به ترتیب با نرمال حد فاصل محیط‌ها می‌سازند را به ترتیب با {\displaystyle \theta _{i}}، {\displaystyle \theta _{r}} و {\displaystyle \theta _{t}} نشان می‌دهند.
ارتباط بین این زوایا را می‌توان با کمک قانون بازتاب
{\displaystyle \theta _{i}=\theta _{r}}،
و قانون اسنل
{\displaystyle n_{1}\sin \theta _{\mathrm {i} }=n_{2}\sin \theta _{\mathrm {t} }}،
بیان کرد.
نسبتی از موج برخوردی که بازتاب می‌شود را با عنوان "قابلیت بازتاب" (یا توان بازتاب)، و نسبتی از موج برخوردی را که به محیط دوم منتقل می‌شود را "قابلیت انتقال (یا قدرت انتقال) می‌نامند. این روابط میزانی از انرژی نور برخوردی را که حین انتقال یا بازتاب ممکن است جذب شود، در نظر نمی‌گیرند.

## روابط فرنل برای توان موج
نسبت توان بازتاب‌شده برای قطبش‌های s و p چنین به دست می‌آیند:
{\displaystyle R_{\mathrm {s} }=\left|{\frac {Z_{2}\cos \theta _{\mathrm {i} }-Z_{1}\cos \theta _{\mathrm {t} }}{Z_{2}\cos \theta _{\mathrm {i} }+Z_{1}\cos \theta _{\mathrm {t} }}}\right|^{2}=\left|{\frac {{\sqrt {\frac {\mu _{2}}{\epsilon _{2}}}}\cos \theta _{\mathrm {i} }-{\sqrt {\frac {\mu _{1}}{\epsilon _{1}}}}\cos \theta _{\mathrm {t} }}{{\sqrt {\frac {\mu _{2}}{\epsilon _{2}}}}\cos \theta _{\mathrm {i} }+{\sqrt {\frac {\mu _{1}}{\epsilon _{1}}}}\cos \theta _{\mathrm {t} }}}\right|^{2},}
{\displaystyle R_{\mathrm {p} }=\left|{\frac {Z_{2}\cos \theta _{\mathrm {t} }-Z_{1}\cos \theta _{\mathrm {i} }}{Z_{2}\cos \theta _{\mathrm {t} }+Z_{1}\cos \theta _{\mathrm {i} }}}\right|^{2}=\left|{\frac {{\sqrt {\frac {\mu _{2}}{\epsilon _{2}}}}\cos \theta _{\mathrm {t} }-{\sqrt {\frac {\mu _{1}}{\epsilon _{1}}}}\cos \theta _{\mathrm {i} }}{{\sqrt {\frac {\mu _{2}}{\epsilon _{2}}}}\cos \theta _{\mathrm {t} }+{\sqrt {\frac {\mu _{1}}{\epsilon _{1}}}}\cos \theta _{\mathrm {i} }}}\right|^{2},}
برحسب ضریب شکست این روابط چنین می‌شوند:
{\displaystyle R_{\mathrm {s} }=\left|{\frac {n_{1}\cos \theta _{\mathrm {i} }-n_{2}\cos \theta _{\mathrm {t} }}{n_{1}\cos \theta _{\mathrm {i} }+n_{2}\cos \theta _{\mathrm {t} }}}\right|^{2}=\left|{\frac {n_{1}\cos \theta _{\mathrm {i} }-n_{2}{\sqrt {1-\left({\frac {n_{1}}{n_{2}}}\sin \theta _{\mathrm {i} }\right)^{2}}}}{n_{1}\cos \theta _{\mathrm {i} }+n_{2}{\sqrt {1-\left({\frac {n_{1}}{n_{2}}}\sin \theta _{\mathrm {i} }\right)^{2}}}}}\right|^{2}\!,}
{\displaystyle R_{\mathrm {p} }=\left|{\frac {n_{1}\cos \theta _{\mathrm {t} }-n_{2}\cos \theta _{\mathrm {i} }}{n_{1}\cos \theta _{\mathrm {t} }+n_{2}\cos \theta _{\mathrm {i} }}}\right|^{2}=\left|{\frac {n_{1}{\sqrt {1-\left({\frac {n_{1}}{n_{2}}}\sin \theta _{\mathrm {i} }\right)^{2}}}-n_{2}\cos \theta _{\mathrm {i} }}{n_{1}{\sqrt {1-\left({\frac {n_{1}}{n_{2}}}\sin \theta _{\mathrm {i} }\right)^{2}}}+n_{2}\cos \theta _{\mathrm {i} }}}\right|^{2}\!.}
از روی این روابط، ضریب عبور از پایستگی انرژی به دست می‌آید:
{\displaystyle T_{\mathrm {s} }=1-R_{\mathrm {s} }}
{\displaystyle T_{\mathrm {p} }=1-R_{\mathrm {p} }}